# Међувршје
Међувршје је насеље у Србији у општини Чачак у Моравичком округу. Према попису из 2022. било је 76 становника.
Овде се налази Мала хидроелектрана Међувршје.

## Демографија
У насељу Међувршје живи 80 пунолетних становника, а просечна старост становништва износи 52,3 година (49,6 код мушкараца и 55,0 код жена). У насељу има 34 домаћинства, а просечан број чланова по домаћинству је 2,18.
Ово насеље је великим делом насељено Србима (према попису из 2002. године).
|  |

| Демографија | Демографија | Демографија |
| Година      | Становника  | Становника  |
| ----------- | ----------- | ----------- |
| 1948.       | 231         |             |
| 1953.       | 293         |             |
| 1961.       | 169         |             |
| 1971.       | 130         |             |
| 1981.       | 126         |             |
| 1991.       | 122         | 110         |
| 2002.       | 82          | 89          |
| 2011.       | 96          |             |

| Етнички састав према попису из 2002.‍ | Етнички састав према попису из 2002.‍ | Етнички састав према попису из 2002.‍ | Етнички састав према попису из 2002.‍ | Етнички састав према попису из 2002.‍ |
| ------------------------------------ | ------------------------------------ | ------------------------------------ | ------------------------------------ | ------------------------------------ |
|                                      |                                      |                                      |                                      |                                      |
| Срби                                 | Срби                                 |                                      | 78                                   | 95,12%                               |
| непознато                            | непознато                            |                                      | 3                                    | 3,65%                                |

| Година пописа     | 1948. | 1953. | 1961. | 1971. | 1981. | 1991. | 2002. |
| ----------------- | ----- | ----- | ----- | ----- | ----- | ----- | ----- |
| Број домаћинстава | 70    | 99    | 47    | 38    | 32    | 38    | 34    |

| Број чланова      | 1  | 2  | 3 | 4 | 5 | 6 | 7 | 8 | 9 | 10 и више | Просек |
| ----------------- | -- | -- | - | - | - | - | - | - | - | --------- | ------ |
| Број домаћинстава | 11 | 13 | 5 | 4 | 0 | 1 | 0 | 0 | 0 | 0         | 2,18   |

| Пол    | Укупно | Неожењен/Неудата | Ожењен/Удата | Удовац/Удовица | Разведен/Разведена | Непознато |
| ------ | ------ | ---------------- | ------------ | -------------- | ------------------ | --------- |
| Мушки  | 40     | 15               | 20           | 3              | 2                  | 0         |
| Женски | 41     | 10               | 14           | 12             | 2                  | 3         |
| УКУПНО | 81     | 25               | 34           | 15             | 4                  | 3         |

| Пол    | Укупно                    | Пољопривреда, лов и шумарство | Рибарство                            | Вађење руде и камена | Прерађивачка индустрија       |
| ------ | ------------------------- | ----------------------------- | ------------------------------------ | -------------------- | ----------------------------- |
| Мушки  | 13                        | 0                             | 0                                    | 0                    | 4                             |
| Женски | 18                        | 1                             | 0                                    | 0                    | 2                             |
| УКУПНО | 31                        | 1                             | 0                                    | 0                    | 6                             |
| Пол    | Производња и снабдевање   | Грађевинарство                | Трговина                             | Хотели и ресторани   | Саобраћај, складиштење и везе |
| Мушки  | 2                         | 1                             | 2                                    | 1                    | 1                             |
| Женски | 1                         | 0                             | 0                                    | 1                    | 0                             |
| УКУПНО | 3                         | 1                             | 2                                    | 2                    | 1                             |
| Пол    | Финансијско посредовање   | Некретнине                    | Државна управа и одбрана             | Образовање           | Здравствени и социјални рад   |
| Мушки  | 0                         | 0                             | 0                                    | 1                    | 0                             |
| Женски | 0                         | 1                             | 0                                    | 0                    | 4                             |
| УКУПНО | 0                         | 1                             | 0                                    | 1                    | 4                             |
| Пол    | Остале услужне активности | Приватна домаћинства          | Екстериторијалне организације и тела | Непознато            | Непознато                     |
| Мушки  | 1                         | 0                             | 0                                    | 0                    | 0                             |
| Женски | 7                         | 0                             | 0                                    | 1                    | 1                             |
| УКУПНО | 8                         | 0                             | 0                                    | 1                    | 1                             |